# Mica (Washington)
Mica az Amerikai Egyesült Államok északnyugati részén, Washington állam Spokane megyéjében elhelyezkedő önkormányzat nélküli település.
Mica postahivatala 1887 és 1975 között működött. A település nevét a palalelőhelyekről kapta.

## Fordítás
Ez a szócikk részben vagy egészben  a   Mica, Washington című angol Wikipédia-szócikk ezen változatának fordításán alapul.  Az eredeti cikk szerkesztőit annak laptörténete sorolja fel. Ez a jelzés csupán a megfogalmazás eredetét és a szerzői jogokat jelzi, nem szolgál a cikkben szereplő információk forrásmegjelöléseként.